# Conduite en bande
La conduite en bande est une méthode d'élevage qui consiste à remplir en une seule fois un bâtiment d'élevage avec des animaux de même âge, de même poids et de même stade physiologique. De cette façon, les animaux quitteront également le bâtiment au même moment, et l'éleveur en profite pour nettoyer et désinfecter le bâtiment. Cette méthode a principalement un avantage sanitaire, puisqu'elle permet une désinfection régulière du bâtiment et limite les contaminations, puisque les animaux sont du même âge (il n'y a pas d'animaux plus vieux porteurs sains de certains microbes et qui risqueraient de contaminer les plus jeunes). 
La conduite en bande permet aussi de rationaliser et programmer le travail de l’éleveur, puisque ces interventions se feront sur tous les animaux au même moment, et à intervalles réguliers dans le temps. La conduite en bande est notamment pratiquée pour l'élevage du cochon, mais également pour la volaille ou le lapin.